# پینگکی سوخودولسکیه
پینگکی سوخودولسکیه (به لهستانی:  Pieńki Suchodolskie) یک روستا در لهستان است که در گمینا سابنگه واقع شده‌است.